# Distrito Regional de East Kootenay
O Distrito Regional de East Kootenay (enumerado como 11) é um dos vinte e nove distritos regionais da Colúmbia Britânica, no oeste do Canadá. No censo de 2016, a população era de 60.439 habitantes. Sua área é de 27.542,69 quilômetros quadrados (10.641,16 milhas quadradas). Os escritórios distritais regionais estão em Cranbrook, a maior comunidade da região.